# Птушки
Птушки — деревня в Краснинском районе Смоленской области России. Входит в состав Красновского сельского поселения. Население — 15 жителей (2018 год).
Расположена в западной части области в 22 км к северо-западу от Красного, в 1 км севернее автодороги М1 «Беларусь». В 3 км юго-восточнее деревни расположена железнодорожная станция О.п. 478-й км на линии Москва — Минск.

## История
В годы Великой Отечественной войны деревня была оккупирована гитлеровскими войсками в июле 1941 года, освобождена в сентябре 1943 года.

## Название
Название деревни имеет белорусское происхождение, от бел. птушкі — птички.